# Moelv
Moelv är en tätort och stad i Ringsakers kommun i Innlandet fylke i östra Norge. Orten är belägen invid sjön Mjøsa, Europaväg 6 och Dovrebanan, mellan städerna Hamar och Lillehammer. Den fick status som stad (norska: by) 2010, något som då även tillkom Brumunddal i samma kommun.